# 앤절라 탕
앤절라 탕(Angela Tong, 중문명(中文名)은 湯盈盈(탕잉잉, 탕영영), 1975년 6월 30일 ~ )은 캐나다 시민권자 신분의 중화인민공화국 홍콩 특별행정구의 영화배우, 텔레비전 연기자, 가수이다.

## 생애
캐나다 퀘벡 주 몬트리올에서 출생하였으며 지난날 한때 중화인민공화국 광둥성 포산 시 순더 구를 거쳐 홍콩에서 잠시 유아기를 보낸 적이 있는 그녀는 1995년 캐나다의 미인대회에 출전하였다. 이듬해인 1996년 홍콩의 텔레비전 드라마에서 배우로 데뷔하였으며, 1997년 홍콩 영화 《구련기(求戀期)》의 단역으로 영화 배우로도 데뷔하였다. 2000년 가수로도 데뷔하였다.
2012년 11월 13일 홍콩 영화배우 첸자러(錢嘉樂)와 결혼하였고 이듬해 2013년 3월 10일에 그와의 사이에서 딸을 얻었다.